# Santo Tomás Jalieza
Santo Tomás Jalieza  es una localidad perteneciente al estado mexicano de Oaxaca. Pertenece al Distrito de Ocotlán en el del sur de la Región de los valles centrales. Es la cabecera del municipio de Santo Tomás Jalieza.
El municipio cubre un área de 51.03 km² en una elevación de 1,500 metros sobre el nivel del mar.
Su clima es templado.

## Etimología
“Jalieza significa en zapoteco: “Abajo de la iglesia”. Se compone de Xana, “abajo” y lieza, “iglesia”. Santo Tomás en honor de uno de los doce apóstoles.”

## Demografía
Desde el 2005, el municipio cuenta con 568 viviendas con una población total de 2,885 de las cuales 382 personas hablan lengua indígena.

## Economía
La actividad del municipio incluye agricultura, producción de maíz, alubias, trigo, azúcar de caña y frutas. También se realiza la producción de Mezcal.

## Indumentaria
Santo Tomás Jalieza es conocido como la "ciudad de cinturones" (cinturones) para la tela bordada atractiva y cinturones de cuero que se elaboran en la localidad.
también los diseños de ropa, monederos y bolsas.